# Bijlia
Bijlia é um género botânico pertencente à família Aizoaceae.

## Espécies
- Bijlia cana
- Bijlia dilatata
- Bijlia tugwelliae